# Lee Sun-kyun
Lee Sun-kyun (kor. 김수현; ur. 2 marca 1975 w Seulu, zm. 27 grudnia 2023 tamże) – południowokoreański aktor. 

## Kariera
Lee Sun-kyun urodził się w Seulu 2 marca 1975 roku. Na arenie międzynarodowej najbardziej znany był z roli w nagrodzonej Oscarem czarnej komedii Bonga Joon-ho „Parasite” (2019), za którą zdobył nagrodę Screen Actors Guild Award. Otrzymał kilka innych nagród, w tym nominację do międzynarodowej nagrody Emmy.
Po rozpoczęciu kariery w teatrze muzycznym Lee przez wiele lat był obsadzany w mniejszych i drugoplanowych rolach na ekranie, grając jedynie główne role w jednoaktowych dramatach w KBS Drama City i MBC Best Theatre. W ramach jednego z takich projektów współpracował z reżyserem telewizyjnym Lee Yoon-jungiem przy filmie Taereung National Village (2005), następnie został obsadzony w jego późniejszym serialu Coffee Prince (2007). Coffee Prince wraz z dramatem medycznym Za białą wieżą (2007) przyniosły Lee popularność w kraju, po której nastąpiły następne filmy i seriale, m.in.: Pasta (2010), Złoty czas (2012) i Mój pan (2018).
W międzyczasie na dużym ekranie otrzymał nagrodę dla najlepszego aktora na Międzynarodowym Festiwalu Filmowym w Las Palmas de Gran Canaria za rolę w Paju (2009), a następnie zyskał uznanie krytyków za thriller kryminalny Helpless (2012), komedię romantyczną Wszystko o mojej żonie (2012) i kryminał/czarną komedia Ciężki dzień (2014). Lee kontynuował także współpracę z reżyserem Hong Sang-soo, a jego filmy artystyczne z Hongiem to m.in. Noc i dzień (2008), Film Oki (2010) i Córka niczyja Haewon (2013).
27 grudnia 2023 roku Lee został znaleziony martwy we własnym samochodzie, przyczyną śmierci było samobójstwo. W chwili śmierci prowadzone było wobec Lee śledztwo pod kątem rzekomego zażywania narkotyków.